# کلارنو (اورگن)
کلارنو (به انگلیسی: Clarno) یک منطقهٔ مسکونی در ایالات متحده آمریکا است که در شهرستان واسکو، اورگن واقع شده‌است. کلارنو ۳۹۹٫۹ متر بالاتر از سطح دریا واقع شده‌است.